# Ptilonia
Ptilonia, taksonomski priznati rod crvenih algi (Rhodophyta) iz porodice Bonnemaisoniaceae, dio reda Bonnemaisoniales. Postoji šest priznatih vrsta, sve su morske.

## Vrste
1. Ptilonia australasica Harvey
2. Ptilonia magellanica (Montagne) J.Agardh - tip
3. Ptilonia mooreana Levring
4. Ptilonia okadae Yamada
5. Ptilonia subulifera J.Agardh
6. Ptilonia willana Lindauer